# Hòn
Hòn là từ thường dùng chỉ đảo hoặc núi, được dùng để gọi những đảo nhỏ nằm gần bờ biển hoặc những ngọn núi thấp gần hoặc sát biển. Từ "Hòn" ghép với một từ khác phía sau để tạo thành một địa danh.
Hòn là một ngọn núi cũng có thể được hình thành lâu dài, do sự bồi lấn phù sa của vùng đồng bằng châu thổ mà dần gắn vào đồng bằng, từ đảo trở thành núi.

## Đảo

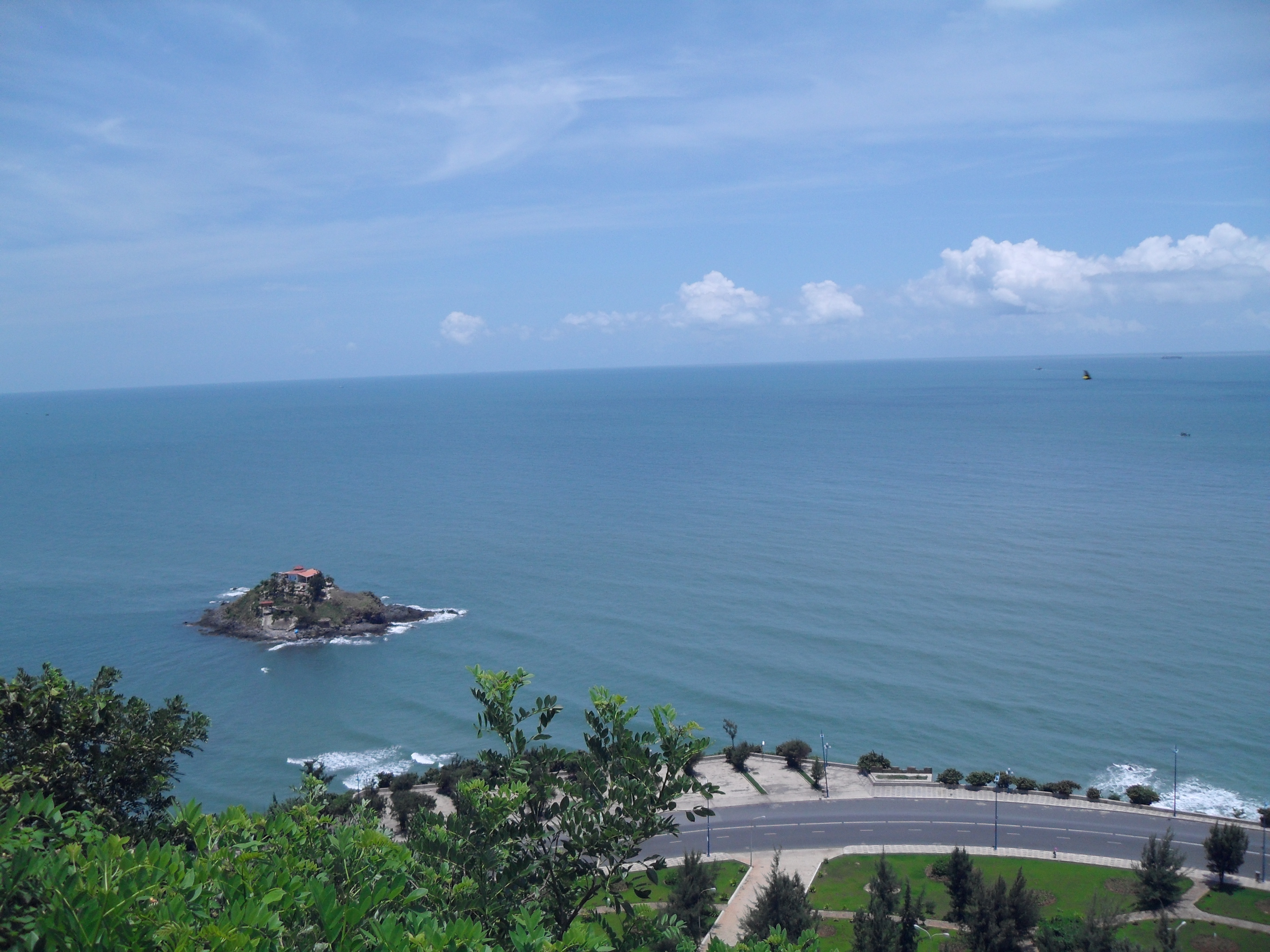
Hòn Bà ở Vũng Tàu.

Một số "hòn" là đảo:
- Hòn Tre
- Hòn Bà
- Hòn Khoai
- Hòn Đá Bạc

## Núi

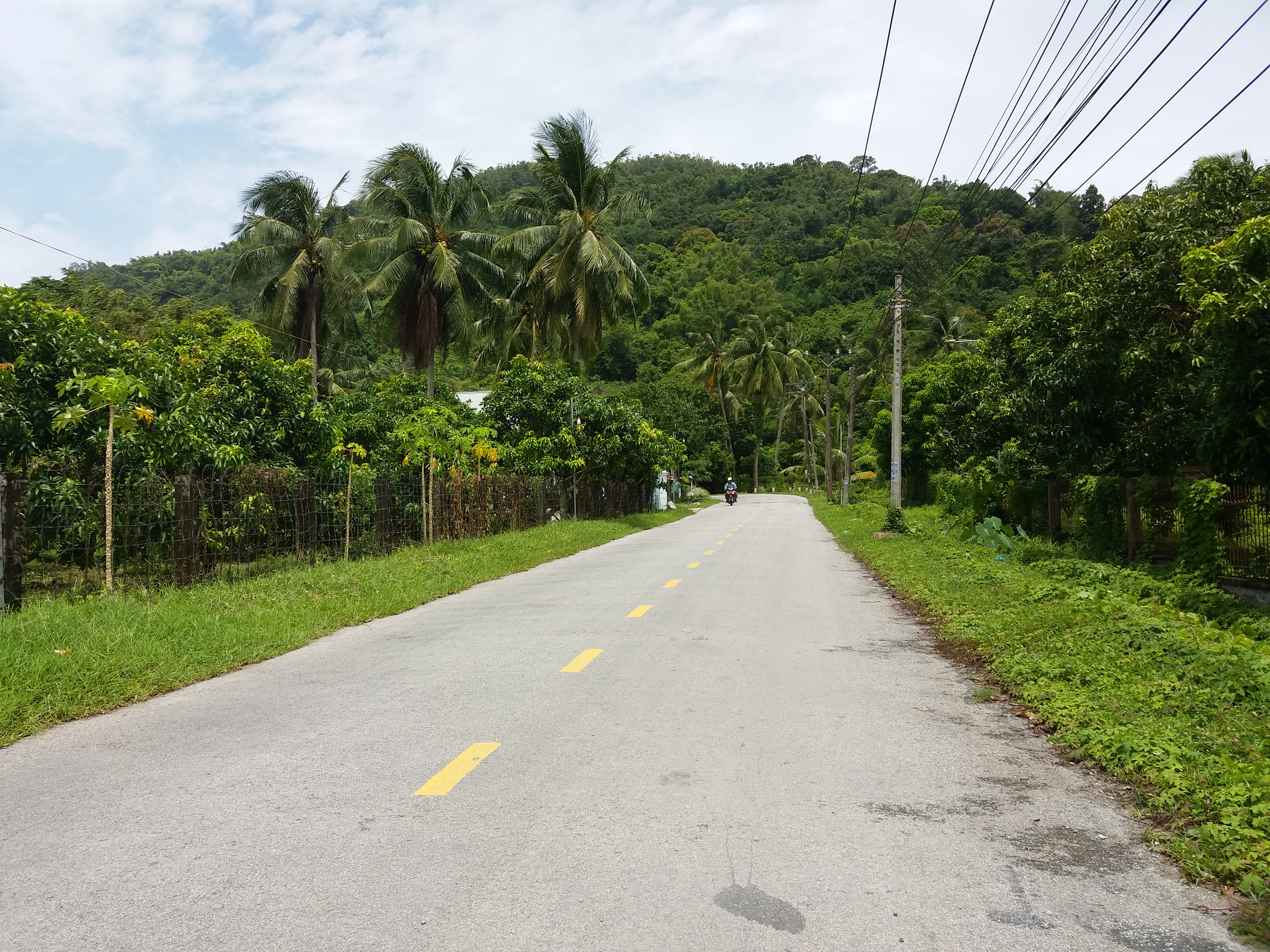
Hòn Đất ở Kiên Giang.

Một số "hòn" là núi:
- Hòn Sóc
- Hòn Đất
- Hòn Me
- Hòn Quéo

### Sách
- Bùi Đức Tịnh (1999), Lược khảo nguồn gốc địa danh Nam bộ, Nhà xuất bản Văn nghệ. OCLC 43925796
- Nguyễn Văn Âu (2000), Một số vấn đề về địa danh học Việt Nam, Đại học quốc gia Hà Nội. OCLC 51593784